# Бурдей (Франция)
Бурде́й (фр. Bourdeilles) — коммуна во Франции, находится в регионе Аквитания. Департамент — Дордонь. Входит в состав кантона Брантом. Округ коммуны — Перигё.
Код INSEE коммуны — 24055.

## География
Коммуна расположена приблизительно в 420 км к югу от Парижа, в 110 км северо-восточнее Бордо, в 19 км к северо-западу от Перигё.
По территории коммуны протекает река Дрон.

### Климат
Климат умеренный океанический со средним уровнем осадков, которые выпадают преимущественно зимой. Лето здесь долгое и тёплое, однако также довольно влажное, здесь не бывает регулярных периодов летней засухи. Средняя температура января — 5 °C, июля — 18 °C. Изредка вследствие стечения неблагоприятных погодных условий может наблюдаться непродолжительная засуха или случаются поздние заморозки. Климат меняется очень часто, как в течение сезона, так и год от года.

## Население
Население коммуны на 2010 год составляло 769 человек.
| 1962 | 1968 | 1975 | 1982 | 1990 | 1999 | 2010 |
| ---- | ---- | ---- | ---- | ---- | ---- | ---- |
| 803  | 721  | 654  | 728  | 811  | 777  | 769  |

## Администрация
| Период | Период | Фамилия          | Партия                  | Примечания                |
| ------ | ------ | ---------------- | ----------------------- | ------------------------- |
| 1953   | 1967   | Жорж Фрес        |                         |                           |
| 1967   | 1971   | Марсель Пюиготье |                         | ветеринар                 |
| 1971   | 1995   | Жан-Луи Вильшану |                         |                           |
| 1995   | 2001   | Рене Женодо      |                         |                           |
| 2001   | 2008   | Бернар Анжели    |                         |                           |
| 2008   | 2020   | Оливье Шабреру   | Социалистическая партия | помощник члена парламента |

## Экономика
В 2010 году среди 419 человек трудоспособного возраста (15-64 лет) 266 были экономически активными, 153 — неактивными (показатель активности — 63,5 %, в 1999 году было 58,4 %). Из 266 активных жителей работали 241 человек (114 мужчин и 127 женщин), безработных было 25 (11 мужчин и 14 женщин). Среди 153 неактивных 20 человек были учениками или студентами, 64 — пенсионерами, 69 были неактивными по другим причинам.

## Достопримечательности
- Церковь Св. Петра в оковах (XV век)
- Часовня Нотр-Дам (XVII век)
- Бывшая часовня Св. Иоанна (XV век), ныне жилой дом
- Замок Бурдей[фр.] (XIII век). Исторический памятник с 1919 года[5]
- Дом сенешаля (XV век). Исторический памятник с 1971 года[6]
- Мост через реку Дрон (XIV век). Исторический памятник с 1987 года[7]
- Доисторическая стоянка Пон-д’Амбон (эпоха палеолита). Исторический памятник с 2007 года[8]
- Доисторическая стоянка Монери (эпоха палеолита). Исторический памятник с 1980 года[9]
- Пещера Берну с доисторическими наскальными изображениями (эпоха палеолита). Исторический памятник с 1997 года[10]
- Пещера Тру-де-ла-Шевр. Исторический памятник с 1997 года[11]

## Фотогалерея
- Бурдей и река Дрон
- Церковь Св. Петра в оковах
- Интерьер церкви
- Бывшая часовня Св. Иоанна
- Замок Бурдей
- Замок Франсиллу
- Замок Валад
- Замок Этурно
- Дом сенешаля
- Голубятня
- Водяная мельница
- Пещера Берну
- Мост через реку Дрон